# Kanatea
Kanatea ist eine Insel im Zentrum von Tongatapu im Pazifik. Sie gehört politisch zum Königreich Tonga.

## Geografie
Das Motu liegt im Zentrum des Archipels in der zentralen Lagune von Tongatapu zwischen Fanga O Pilolevu und Nukuhetulu.

## Klima
Das Klima ist tropisch heiß, wird jedoch von ständig wehenden Winden gemäßigt. Ebenso wie die anderen Inseln der Tongatapu-Gruppe wird Kanatea gelegentlich von Zyklonen heimgesucht.